# Операція I-Go
Операція I-GO — контрнаступ японських імперських сил проти військ Союзників під час кампаній на Соломонових островах та в Новій Гвінеї на Тихоокеанському театрі бойових дій Другої світової війни, який тривав з 1 по 16 квітня 1943 року. Під час операції японські літаки, головним чином імперські ВПС під командуванням адміралів Ямамото та Кусаки, атакували кораблі та війська Союзників на південному сході Соломонових островів та в Новій Гвінеї. Мета даної операції полягала в тому, щоб зупинити наступ Союзників в Новій Гвінеї та Соломонових островах і дати можливість японським військам підготуватися до захисту після останніх поразок в битві за Гуадалканал, в Новій Гвінеї при Буна-Гона, Вау та морі Бісмарка.
Операція складалася з кількох масованих повітряних атак японських бомбардувальників та винищувачів з баз в Рабаулі, Бугенвілі та Шортлендських островах по цілям навколо Гуадалканалу, островам Рассела в архіпелазі Соломонових островів, в Порт-Морсбі, затоках Оро і Мілн в Новій Гвінеї. Хоча японці потопили кілька транспортів і бойових кораблів Союзників, атака не завдала відчутної шкоди союзним військам та не змогла затримати подальших наступів в південній частині Тихого океану. Адмірал Ямамото був незабаром убитий під час перельоту в розташування японських військ.